# Огір Євген Валерійович
О́гір Євген Валерійович  (14 серпня 1980, Київ — 28 квітня 2013, Київ) — український продюсер, чоловік співачки Тіни Кароль.

## Біографія
Євген Огір народився у Києві 14 серпня 1980-го року. Закінчив КНУ імені Карпенка-Карого, здобувши вищу освіту продюсера кіно. Працював на телеканалі М1 над проєктами «Молочні брати» та «tviй формат». У 2003-му році одружився з колегою по каналу Дариною, через кілька вони розлучилися.
У лютому 2007 року, коли Тіна Кароль розірвала контракт із продюсером Олегом Чорним, Євген посів його місце.15 червня 2008 року Огір та Кароль обвінчалися в Свято-Успенському соборі Києво-Печерської Лаври. Спільний син Веніамін народився 18 листопада 2008. Крім того, у Огіра залишився син Євген від попереднього шлюбу.
Помер на 33-у році життя від раку шлунку. Похований на Берковецькому кладовищі в Києві. На згадку про чоловіка Тіна Кароль випустила альбом «Пам'ятаю» і сингл «Спасибі». А на телеканалі «1+1» вийшла документальна кінострічка «Сила любові і голосу», що розповідає про сімейне життя Тіни Кароль та Євгена Огіра.